# Sadovi (Novopokróvskaya, Krasnodar)
Sadovi (del ruso: Садовый) es un posiólok del raión de Novopokróvskaya del krai de Krasnodar, en Rusia. Está situado en la orilla derecha del río Yeya, 33 km al noroeste de Novopokróvskaya y 160 km al nordeste de Krasnodar, la capital del krai. Tenía 96 habitantes en 2010.
Pertenece al municipio Nezamayevskoye.